# Luigi Ottone di Salm
Luigi Ottone, Principe di Salm (in tedesco: Ludwig Otto; 24 ottobre 1674 – 23 novembre 1738), fu Conte di Salm-Salm dal 1710, unico figlio maschio di Carlo Teodoro, Principe di Salm e di Luisa Maria del Palatinato-Simmern. Morì ad Anhalt.

## Matrimonio
Sposò Albertina Giovannetta, Principessa di Nassau-Hadamar (5 luglio 1679 – 11 giugno 1716) il 20 luglio 1700. Era un bis-bisnipote di Giovanni VI, Conte di Nassau-Dillenburg fratello di Guglielmo il Taciturno. La coppia ebbe tre figlie femmine:
- Dorotea Francesca Agnese (21 gennaio 1702 – 25 gennaio 1751); sposò Nicola Leopoldo e diventarono Principe e Principessa di Salm-Salm, ebbero diciotto figli e molti discendenti incluso la principessa Rosamaria di Salm-Salm (moglie dell'arciduca Uberto Salvatore d'Asburgo-Lorena) e la Principessa Isabella di Croÿ (anch'essa arciduchessa d'Austria).
- Elisabetta Alessandrina Felicita Carlotta Goffreda (21 luglio 1704 – 27 dicembre 1739); sposò Claude Lamoral, VI principe di Ligne ed ebbe figli.
- Cristina Anna Luisa Osvaldina (29 aprile 1707 – 19 agosto 1775); sposò Giuseppe, Principe Ereditario d'Assia-Rotenburg, figlio di Ernesto Leopoldo, Langravio d'Assia-Rotenburg e Eleonora di Löwenstein-Wertheim-Rochefort; la loro figlia maggiore Vittoria sposò il francese principe di Soubise; rimasta vedova sposò il vedovo di sua sorella maggiore, principe di Salm-Salm

## Ascendenza
|                                        |                               |                                          | Genitori                              |  |  | Nonni |  |  | Bisnonni                  |  |  | Trisnonni                        |  |
|                                        |                               |                                          |                                       |  |  |       |  |  | 8. Filippo Ottone di Salm |  |  | 16. Federico I di Salm-Neufville |  |
|                                        |                               |                                          |                                       |  |  |       |  |  | 8. Filippo Ottone di Salm |  |  | 16. Federico I di Salm-Neufville |  |
|                                        |                               | 17. Francesca di Salm-Badenweiler        |                                       |  |  |       |  |  | 8. Filippo Ottone di Salm |  |  |                                  |  |
| 4. Leopoldo Filippo Carlo di Salm      |                               |                                          |                                       |  |  |       |  |  | 8. Filippo Ottone di Salm |  |  |                                  |  |
|                                        |                               | 9. Cristina di Croÿ-Aarschot             | 18. Carlo Filippo di Croÿ             |  |  |       |  |  |                           |  |  |                                  |  |
|                                        |                               | 9. Cristina di Croÿ-Aarschot             | 18. Carlo Filippo di Croÿ             |  |  |       |  |  |                           |  |  |                                  |  |
|                                        |                               | 9. Cristina di Croÿ-Aarschot             | 19. Diane de Dommartin                |  |  |       |  |  |                           |  |  |                                  |  |
| 2. Carlo Teodoro di Salm               |                               | 9. Cristina di Croÿ-Aarschot             |                                       |  |  |       |  |  |                           |  |  |                                  |  |
|                                        |                               | 10. Dietrich IV di Bronckhorst-Batenburg | 20. Giacobbe di Bronckhorst-Batenburg |  |  |       |  |  |                           |  |  |                                  |  |
|                                        |                               | 10. Dietrich IV di Bronckhorst-Batenburg | 20. Giacobbe di Bronckhorst-Batenburg |  |  |       |  |  |                           |  |  |                                  |  |
|                                        |                               | 10. Dietrich IV di Bronckhorst-Batenburg | 21. Gertrud van Millendonck           |  |  |       |  |  |                           |  |  |                                  |  |
| 5. Maria Anna di Bronckhorst-Batenburg |                               | 10. Dietrich IV di Bronckhorst-Batenburg |                                       |  |  |       |  |  |                           |  |  |                                  |  |
|                                        |                               | 11. Maria Anna di Immersel               | 22. Dirk di Immerseel                 |  |  |       |  |  |                           |  |  |                                  |  |
|                                        |                               | 11. Maria Anna di Immersel               | 22. Dirk di Immerseel                 |  |  |       |  |  |                           |  |  |                                  |  |
|                                        |                               | 11. Maria Anna di Immersel               | 23. Maria Margareta di Renesse        |  |  |       |  |  |                           |  |  |                                  |  |
| 1. Luigi Ottone di Salm                |                               | 11. Maria Anna di Immersel               |                                       |  |  |       |  |  |                           |  |  |                                  |  |
|                                        | 12. Federico V del Palatinato | 24. Federico IV del Palatinato           |                                       |  |  |       |  |  |                           |  |  |                                  |  |
|                                        | 12. Federico V del Palatinato | 24. Federico IV del Palatinato           |                                       |  |  |       |  |  |                           |  |  |                                  |  |
|                                        | 12. Federico V del Palatinato | 25. Luisa Giuliana di Nassau             |                                       |  |  |       |  |  |                           |  |  |                                  |  |
| 6. Edoardo del Palatinato-Simmern      | 12. Federico V del Palatinato |                                          |                                       |  |  |       |  |  |                           |  |  |                                  |  |
|                                        |                               | 13. Elisabetta Stuart                    | 26. Giacomo I d'Inghilterra           |  |  |       |  |  |                           |  |  |                                  |  |
|                                        |                               | 13. Elisabetta Stuart                    | 26. Giacomo I d'Inghilterra           |  |  |       |  |  |                           |  |  |                                  |  |
|                                        |                               | 13. Elisabetta Stuart                    | 27. Anna di Danimarca                 |  |  |       |  |  |                           |  |  |                                  |  |
| 3. Luisa Maria del Palatinato          |                               | 13. Elisabetta Stuart                    |                                       |  |  |       |  |  |                           |  |  |                                  |  |
|                                        |                               | 14. Carlo I di Gonzaga-Nevers            | 28. Ludovico Gonzaga-Nevers           |  |  |       |  |  |                           |  |  |                                  |  |
|                                        |                               | 14. Carlo I di Gonzaga-Nevers            | 28. Ludovico Gonzaga-Nevers           |  |  |       |  |  |                           |  |  |                                  |  |
|                                        |                               | 14. Carlo I di Gonzaga-Nevers            | 29. Enrichetta di Nevers              |  |  |       |  |  |                           |  |  |                                  |  |
| 7. Anna Maria di Gonzaga-Nevers        |                               | 14. Carlo I di Gonzaga-Nevers            |                                       |  |  |       |  |  |                           |  |  |                                  |  |
|                                        |                               | 15. Caterina di Lorena                   | 30. Carlo di Guisa                    |  |  |       |  |  |                           |  |  |                                  |  |
|                                        |                               | 15. Caterina di Lorena                   | 30. Carlo di Guisa                    |  |  |       |  |  |                           |  |  |                                  |  |
|                                        |                               | 15. Caterina di Lorena                   | 31. Enrichetta di Savoia-Villars      |  |  |       |  |  |                           |  |  |                                  |  |
|                                        |                               | 15. Caterina di Lorena                   |                                       |  |  |       |  |  |                           |  |  |                                  |  |

| Controllo di autorità | VIAF (EN) 14716666 · ISNI (EN) 0000 0000 7145 9389 · CERL cnp01201809 · LCCN (EN) nr2004001442 · GND (DE) 139630465 |